# Valfroicourt
Valfroicourt ist eine auf 310 Metern über Meereshöhe gelegene französische Gemeinde im Département Vosges in der Region Grand Est (bis 2015 Lothringen). Sie gehört zum Kanton Vittel im Arrondissement Neufchâteau. Sie grenzt im Norden an Rozerotte, im Nordosten an Rancourt, im Osten an Bainville-aux-Saules, im Südosten an Frénois und Les Vallois, im Süden an Sans-Vallois, im Südwesten an Dommartin-lès-Vallois und Esley und im Nordwesten an Remoncourt.

## Bevölkerungsentwicklung
| Jahr      | 1962 | 1968 | 1975 | 1982 | 1990 | 1999 | 2008 | 2019 |
| --------- | ---- | ---- | ---- | ---- | ---- | ---- | ---- | ---- |
| Einwohner | 300  | 278  | 236  | 244  | 257  | 258  | 248  | 235  |

## Sehenswürdigkeiten
- Schloss Maugiron, erbaut im 16. Jahrhundert, seit 1990 Monument historique
- Kirche Mariä Himmelfahrt (Église de l’Assomption-de-Notre-Dame)
- Lavoir (ehemaliges Waschhaus)

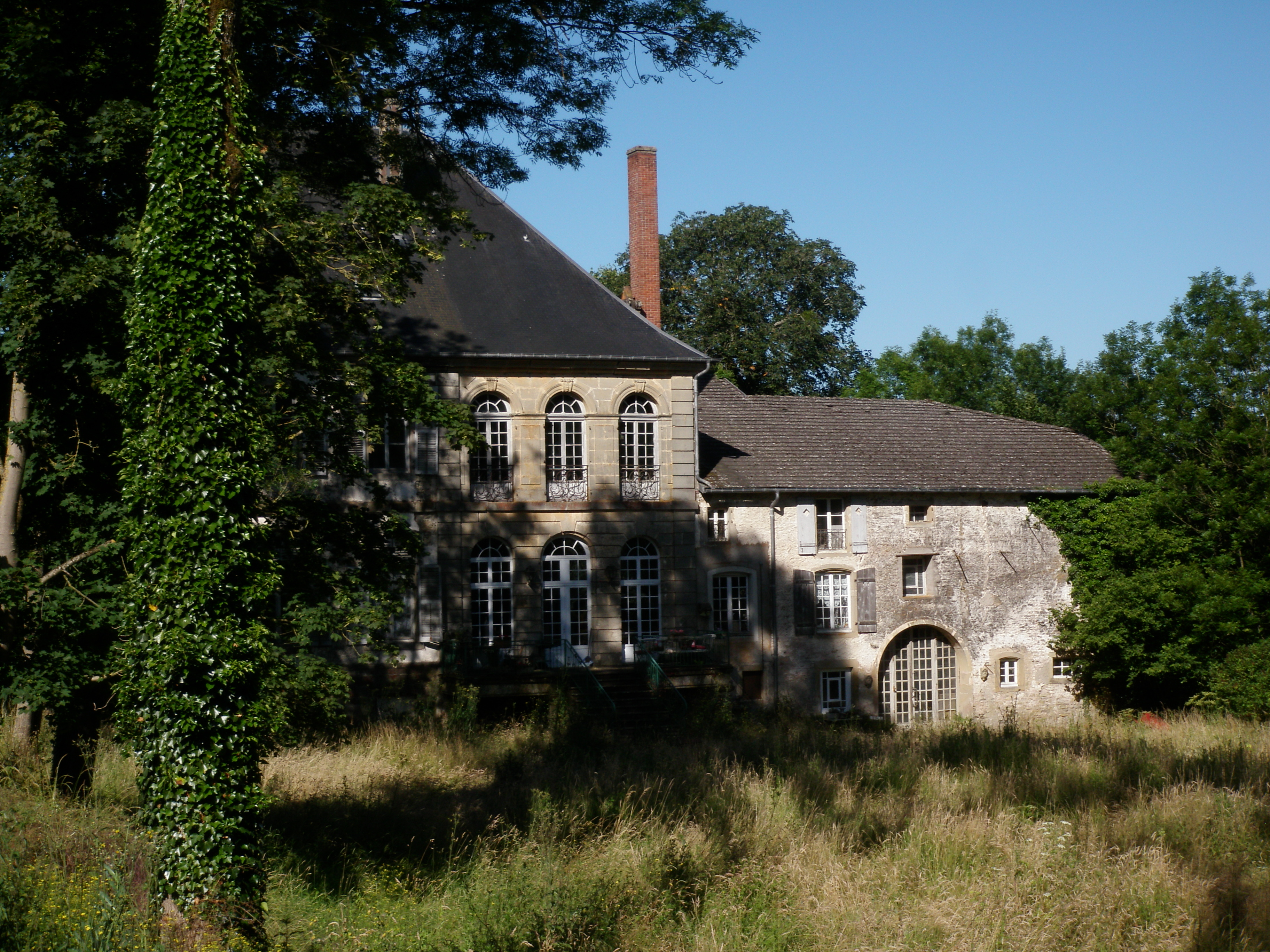
Schloss Maugiron
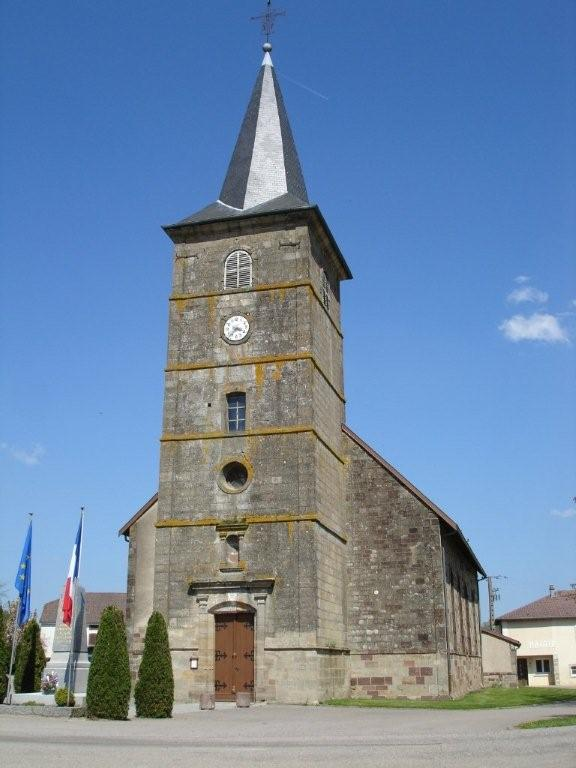
Kirche Mariä Himmelfahrt
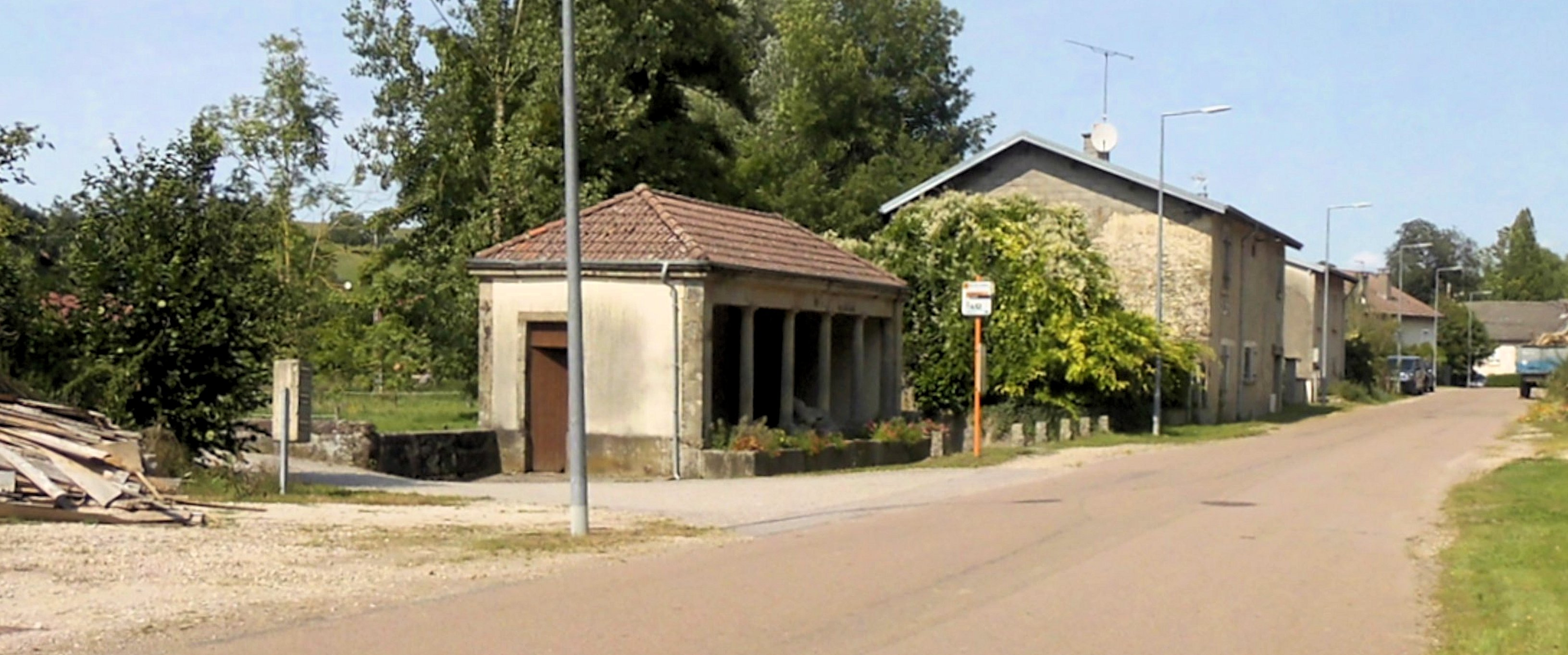
Ehemaliges Waschhaus